# 253-я штурмовая авиационная дивизия
253-я штурмовая авиационная Амурская дивизия (253-я шад) — соединение Военно-Воздушных сил (ВВС) Вооружённых Сил РККА штурмовой авиации, принимавшее участие в боевых действиях Великой Отечественной войны.

## Наименования дивизии

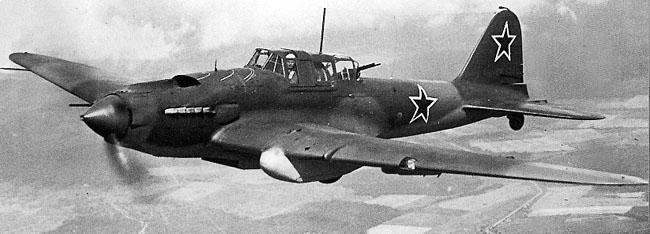
Ил-2

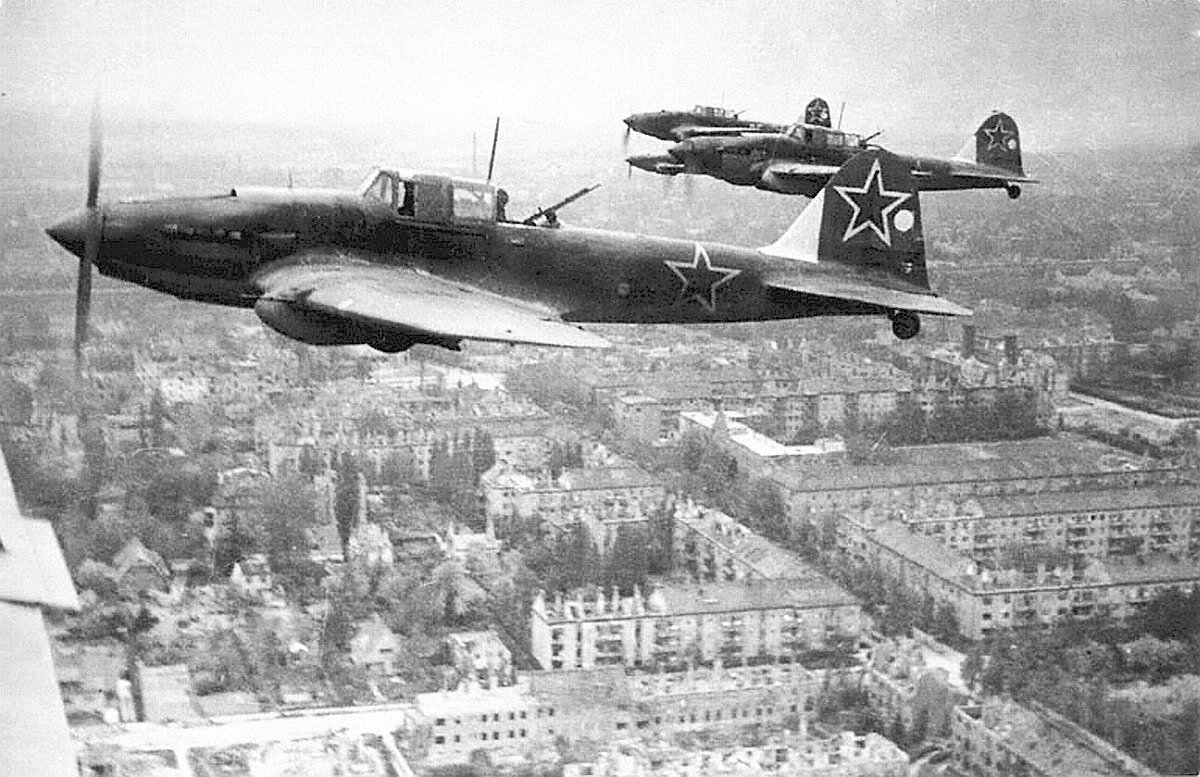
Звено Ил-2 м

- 253-я смешанная авиационная дивизия;
- 253-я штурмовая авиационная дивизия[1];
- 253-я штурмовая авиационная Амурская дивизия[1];
- 186-я штурмовая авиационная Амурская дивизия[1];
- 186-я истребительная авиационная Амурская дивизия ПВО[1];
- Полевая почта 65400[1].

## Создание дивизии
253-я штурмовая авиационная дивизия сформирована Приказом НКО СССР 1 августа 1942 года в составе 10-й воздушной армии Дальневосточного фронта как 253-я смешанная авиационная дивизия.

## Переименование дивизии
- 253-я штурмовая авиационная Амурская дивизия Директивой Генерального штаба[3] 20 февраля 1949 года была переименована и получила наименование 186-я штурмовая Амурская авиационная дивизия.
- 186-я штурмовая Амурская авиационная дивизия в июне 1956 года после переоснащения новыми типами самолётов МиГ-15, МиГ-17 и МиГ-19 была передана в истребительную авиацию войск ПВО и получила наименование 186-я истребительная Амурская авиационная дивизия ПВО.

## Переформирование дивизии
186-я истребительная Амурская авиационная дивизия ПВО в феврале 1961 года была переформирована в 20-ю Амурскую дивизию ПВО, на базе которой в апреле 1980 года развернут 38-й Амурский корпус ПВО.

## В действующей армии
В составе действующей армии:
- с 09 июля 1943 года по 11 мая 1945 года.

## Командир дивизии
| Звание       | Имя                              | Период                  | Примечание                |
| ------------ | -------------------------------- | ----------------------- | ------------------------- |
| Подполковник | Преображенский Сергей Дмитриевич | 06.08.1942 — 07.12.1943 |                           |
| Подполковник | Цедрик Константин Терентьевич    | 16.12.1942 — 01.12.1946 | убыл командиром 275-й иад |

## В составе объединений
| Дата          | Фронт (округ)                       | Армия                         | Примечания                |
| ------------- | ----------------------------------- | ----------------------------- | ------------------------- |
| 01.08.1942 г. | Дальневосточный фронт               | 10-я воздушная армия          |                           |
| 05.08.1945 г. | 2-й Дальневосточный фронт           | 10-я воздушная армия          |                           |
| 01.10.1945 г. | Дальневосточный военный округ       | 10-я воздушная армия          |                           |
| 10.10.1945 г. | Забайкальско-Амурский военный округ | 12-я воздушная армия          |                           |
| 01.05.1947 г. | Забайкальский военный округ         | 12-я воздушная армия          |                           |
| 20.02.1949 г. | Забайкальский военный округ         | 45-я воздушная армия          | переименована в 186-ю шад |
| 01.03.1951 г. | Северный военный округ              | ВВС Северного военного округа |                           |
| 01.05.1956 г. | Северный военный округ              | Беломорский корпус ПВО        |                           |
| 01.10.1956 г. | Сибирский военный округ             | Новосибирский корпус ПВО      |                           |
| 01.02.1961 г. | Сибирский военный округ             | Новосибирский корпус ПВО      | переформирована           |

## Части и отдельные подразделения дивизии
За весь период своего существования боевой состав дивизии претерпевал изменения:
| Период                  | Наименование                              | Вооружение                                       |
| ----------------------- | ----------------------------------------- | ------------------------------------------------ |
| 01.08.1942 — 01.06.1956 | 76-й штурмовой авиационный полк           | Ил-2, Ил-10, МиГ-15                              |
| 01.08.1942 — 01.01.1955 | 139-й штурмовой авиационный полк          | Ил-2, Ил-10, расформирован                       |
| 15.03.1943 — 01.06.1956 | 258-й штурмовой авиационный полк          | Ил-2, Ил-10, МиГ-15                              |
| 28.07.1942 — 01.12.1944 | 302-й истребительный авиационный полк     | И-16, И-15бис, передан в 254-ю иад               |
| 28.07.1942 — 22.03.1943 | 912-й смешанный авиационный полк          | И-16, переформирован в 912-й иап                 |
| 22.03.1943 — 01.12.1944 | 912-й истребительный авиационный полк     | И-16, И-15бис, Як-7б, Як-9Д, передан в 254-ю иад |
| 01.06.1956 — 01.02.1961 | 76-й истребительный авиационный полк ПВО  | МиГ-15, МиГ-17, МиГ-19, расформирован            |
| 01.06.1956 — 01.02.1961 | 849-й истребительный авиационный полк ПВО | МиГ-15, МиГ-17, МиГ-19, вошёл в 20-ю дивизию ПВО |
| 01.06.1956 — 01.01.1958 | 692-й истребительный авиационный полк ПВО | МиГ-15, МиГ-17, МиГ-19, заменён на 287-й иап ПВО |
| 01.01.1958 — 01.02.1961 | 287-й истребительный авиационный полк ПВО | МиГ-19, Толмачево, Купино                        |

## Боевой состав в советско-японской войне
Советско-японскую войну дивизия встретила в составе трёх полков:
| Наименование                     | Вооружение           |
| -------------------------------- | -------------------- |
| 76-й штурмовой авиационный полк  | Ил-2, аэр. Лазарево  |
| 139-й штурмовой авиационный полк | Ил-2, аэр. Бирофельд |
| 258-й штурмовой авиационный полк | Ил-2, аэр. Бабстово  |

## Участие в операциях и битвах
- Маньчжурская операция — с 9 августа 1945 года по 2 сентября 1945 года.
- Сунгарийская наступательная операция — с 9 августа 1945 года по 2 сентября 1945 года.
- Поддержка войск Амурской флотилией

## Почётные наименования
- 253-й штурмовой авиационной дивизии присвоено почётное наименование «Амурская»[7]

## Благодарности Верховного Главнокомандующего
Воинам дивизии за овладение всей Маньчжурией, Южным Сахалином и островами Сюмусю и Парамушир из группы Курильских островов, главным городом Маньчжурии Чанчунь и городами Мукден, Цицикар, Жэхэ, Дайрэн, Порт-Артур объявлена благодарность.
| МиГ-19 | МиГ-15 | МиГ-17 |

## Базирование
| Период            | Место базирования                          |
| ----------------- | ------------------------------------------ |
| 08.1945 —         | Лазарево                                   |
| 10.1945 — 03.1951 | Домна (Забайкальский край)                 |
| 10.1945 — 03.1951 | Харбин (Китай)                             |
| 03.1951 — 10.1956 | Шонгуй (Кольский район Мурманской области) |
| 10.1956 — 05.1958 | Кемерово (Кемеровская область)             |
| 05.1958 — 02.1961 | Толмачево (Новосибирская область)          |